# Alexander Schnell
Pour les articles homonymes, voir Schnell.
Alexander Schnell, né le 24 février 1971 à Berlin, est un philosophe d'origine germano-bulgare, installé en Allemagne.

## Biographie
Alexander Schnell a passé son enfance et son adolescence à Berlin-Ouest et à Heidelberg. Après avoir obtenu l’Abitur et le Baccalauréat en 1989 au Lycée français de Berlin, il a fait des études d'ingénieur civil à l'Université de Paris VI, puis il a poursuivi avec des études de philosophie à l'Université de Paris I. Il est agrégé en 1997. Les enseignements de Jean-Toussaint Desanti et de Marc Richir ont été décisifs dans son parcours.
Après avoir enseigné deux ans en Bulgarie, à l’Université « St. Kliment Ohridski » de Sofia, il était allocataire-moniteur agrégé puis A.T.E.R. à l’Université de Paris XII. En 2001, il a soutenu une thèse de doctorat sous la direction de Françoise Dastur intitulée : « Le problème du temps chez Husserl (1893-1918) ». Nommé maître de conférences à l’Université de Poitiers en 2002, il a enseigné également à l'Université de Paris XII, à l'Université Paris VII et à l'Université de Paris I. En 2008, il a soutenu une thèse d’habilitation à diriger des recherches sous la direction de Jean-François Courtine sur le thème : « Figures du transcendantal : Fichte, Schelling, Husserl, Heidegger ». En 2007, il a été nommé maître de conférences à l’Université Paris-Sorbonne.
Depuis sa fondation en 2007 (et jusqu’en 2011), il a activement participé au programme Master-Mundus EuroPhilosophie (« Philosophie allemande et française dans l’espace européen »). En 2012, il a fondé le Centre d'études de la philosophie classique allemande et de sa postérité (CEPCAP) à l’Université Paris-Sorbonne.
Alexander Schnell enseignait régulièrement à l’Université Paris-Sorbonne-Abou Dabi. Il a été professeur invité aux Universités de Memphis (États-Unis), de Hosei (Tokyo), et de Freiburg (Allemagne). Entre 2014 et 2016 il était chef du département de philosophie et de sociologie à l'université Paris-Sorbonne Abou Dabi. Depuis 2016, il est professeur de philosophie théorique et phénoménologie à l'université de Wuppertal, où il succède à László Tengelyi. Il y dirige l'Institut für Transzendentalphilosophie und Phänomenologie (ITP) dans lequel sont intégrés: l'Internationales Fichte-Forschungszentrum (IFF), l'Eugen Fink Zentrum Wuppertal (EFZW) et les Archives Marc Richir (MRA). Il est président de l'Association Internationale de Phénoménologie (A.I.P.).

## Œuvre
Alexander Schnell est un spécialiste aussi bien de l'idéalisme allemand que de la phénoménologie. Il est l'auteur d'une dizaine d'ouvrages et de très nombreux articles portant sur Kant, Fichte, Schelling, Husserl, Heidegger ou encore Lévinas et Richir. Il a également proposé de nombreuses traductions d'ouvrages philosophiques, de l'allemand vers le français mais aussi du français vers l'allemand ou encore vers le bulgare. Depuis quelques années, il s'attache à développer une réflexion propre au confluent de l'idéalisme allemand, de la phénoménologie allemande et de la phénoménologie française, s'appuyant également sur l'esthétique ou l'anthropologie. Ses efforts consistent à reprendre le projet husserlien d’une phénoménologie de la connaissance dans le cadre de la phénoménologie comprise comme idéalisme transcendantal et à élaborer les fondements spéculatifs de la phénoménologie. Sa propre position philosophique se caractérise comme « phénoménologie constructive », « transcendantalisme spéculatif » ou encore, plus récemment, « phénoménologie générative ». Il rédige ses travaux essentiellement en français et en allemand.

## Monographies
- La Genèse de l’apparaître. Études phénoménologiques sur le statut de l’intentionnalité, Beauvais, Mémoires des Annales de Phénoménologie, 2004.
- Temps et Phénomène. La phénoménologie husserlienne du temps (1893-1918), coll. « Europæa Memoria » (diff. Vrin), Hildesheim, Olms, 2004.
- De l’existence ouverte au monde fini. Heidegger 1925-1930, Paris, Vrin, coll. « Bibliothèque d’Histoire de la Philosophie – Poche », 2005 (ISBN 978-2-7116-1792-0, présentation en ligne)
- Husserl et les fondements de la phénoménologie constructive, coll. « Krisis », Grenoble, J. Millon, 2007.
- Réflexion et spéculation. L'idéalisme transcendantal chez Fichte et Schelling, coll. « Krisis », Grenoble, J. Millon, 2009.
- En deçà du sujet. Du temps dans la philosophie transcendantale allemande, coll. « Epimethée », Paris, PUF, 2010.
- En face de l'extériorité. Levinas et la question de la subjectivité, coll. « Bibliothèque d’Histoire de la Philosophie - Poche », Paris, Vrin, 2010.
- Le sens se faisant. Marc Richir et la refondation de la phénoménologie transcendantale, préface de Guy van Kerckhoven, Bruxelles, Ousia, 2011.
- Hinaus. Entwürfe zu einer phänomenologischen Metaphysik und Anthropologie, Würzburg, Königshausen & Neumann, "Orbis Phaenomenologicus", no 24, 2011.
- En voie du réel, Paris, Hermann (Le bel aujourd'hui), 2013.
- Qu'est-ce que le phénomène? , Paris, Vrin, 2014.
- L'effondrement de la nécessité, coll. « Krisis », Grenoble, J. Millon, 2015.
- La déhiscence du sens, Paris, Hermann (Le bel aujourd'hui), 2015.
- Wirklichkeitsbilder, Tübingen, Mohr Siebeck (Philosophische Untersuchungen 40), 2015.
- Was ist Phänomenologie?, Frankfurt am Main, Klostermann, 2019  (ISBN 978-3-465-04377-5).
- Qu'est-ce que la phénoménologie transcendantale?, coll. «Krisis», Grenoble, J. Millon. 2020  (ISBN 978-2-84137-375-8).
- Seinsschwingungen, Tübingen, Mohr Siebeck (Philosophische Untersuchungen 50), 2020  (ISBN 978-3-16-159692-6).
- Phénoménalisation et transcendance. La métaphysique phénomenologique de Marc Richir, Mémoires des Annales de Phénoménologie (vol. XVI), Dixmont, Association Internationale de Phénoménologie, 2020  (ISBN 978-2-916484-16-7).
- Die phänomenologische Metaphysik Marc Richirs, Frankfurt am Main, Klostermann, 2020  (ISBN 978-3-465-04553-3).
- Le clignotement de l'être, coll. Le bel aujourd'hui, Paris, Hermann, 2021  (ISBN 979-1-0370-0823-7)
- Der frühe Derrida und die Phänomenologie, Frankfurt am Main, Klostermann, 2021  (ISBN 978-3-465-04573-1)
- Zeit, Einbildung, Ich. Phänomenologische Interpretation von Kants "Kategorien-Deduktion". Klostermann, Frankfurt am Main 2022  (ISBN 978-3-465-04600-4)
- La déduction transcendantale des catégories de Kant. Interprétation phénoménologique. Vrin, Paris 2022  (ISBN 978-2-7116-3079-0)
- Die Erscheinung der Erscheinung. J. G. Fichtes Wissenschaftslehre von 1804 – Zweiter Zyklus. Klostermann, Frankfurt am Main 2023  (ISBN 978-3-465-04631-8)
- Realität im Spiegel der Zeit. Die Philosophie von Black Mirror. Klostermann, Frankfurt am Main 2024  (ISBN 978-3-465-04652-3)
- Die Entdeckung der Präphänomenalität. Vorlesungen zur theoretischen Phänomenologie. Klostermann, Frankfurt am Main 2025  (ISBN 978-3-465-04695-0)
- Deleuze phénoménologue. Les Éditions des Compagnons d’humanité, Paris 2025  (ISBN 978-2-493-296382)

## Éditions (sélection)
- Le Bonheur, coll. « Thema », Paris, Vrin, 2006 (avec les contributions de J.-F. Balaudé, E. Cattin, J.-P. Cléro, F. Fischbach, A. Gigandet, J.-Ch. Goddard, B. Himmelmann, Ch. Ramond et L. Vincenti).
- Recherches phénoménologiques actuelles en Roumanie et en France, I. Copoeru, A. Schnell (éds.), coll. « Europæa Memoria », Hildesheim, Olms (diff. Vrin), 2006.
- Le Temps, coll. « Thema », Paris, Vrin, 2007 (avec les contributions de J.-P. Anfray, Ch. Bouton, M. Lequan, B. Mabille, T. Pedro, S. Roux, A. Schnell, F. Vengeon et F. Worms).
- L’Image, coll. « Thema », Paris, Vrin, 2007 (avec les contributions de D. Giovannangeli, E. Grasso, O. Moulin, D. Perrin, P. Rodrigo, A. Sauvagnargues, A. Schnell, C. Soler, F. Vengeon, T. Vladova).
- L’Ếtre et le phénomène. La Doctrine de la Science de 1804 de J.G. Fichte. Sein und Erscheinung. Die Wissenschaftslehre 1804 J.G. Fichtes, J.-C. Goddard, A. Schnell (éds.), Paris, Vrin, 2009.
- L’Œuvre du phénomène. Mélanges de philosophie offerts à Marc Richir, P. Kerszberg, A. Mazzù, A. Schnell (éds.), Bruxelles, Ousia, 2009.
- La phénoménologie comme philosophie première, K. Novotný, A. Schnell, L. Tengelyi (éds.), Amiens, Mémoires des Annales de Phénoménologie, Prague, Filosofia, 2011.
- Comment fonder la philosophie ? L'idéalisme allemand et la question du principe premier, G. Marmasse, A. Schnell (éds.), Paris, CNRS-éditions, 2014.
- Relire Totalité et infini d'Emmanuel Levinas, D. Cohen-Levinas, A. Schnell (éd.), Paris, Vrin, 2015.
- Einbildungskraft und Reflexion. Imagination et réflexion. Neuere philosophische Untersuchungen zu Novalis. Recherches philosophiques récentes sur Novalis, A. Dumont, A. Schnell (éd.), Berlin, Münster etc., LIT-Verlag, 2016.
- Relire Autrement qu’être ou au-delà de l’essence d’Emmanuel Levinas, D. Cohen-Levinas, A. Schnell (éd.), Paris, Vrin, 2016.
- Lire les Beiträge zur Philosophie de Heidegger, A. Schnell (éd.), Paris, Hermann, 2017.
- Fichte im Streit. Festschrift für Wolfgang Janke, H. Traub, A. Schnell, C. Asmuth (éd.), Würzburg, Königshausen & Neumann, 2018.